# Folkhajmeria
Folkhajmeria (Volkheimeria) – duży dinozaur należący do rodziny brachiozaurów (Brachiosauridae).
Nazwa rodzajowa oznacza przynależność do Volkheimera. Tą nazwą uczczono Wolfganga Volkheimera, niemieckiego paleontologa.
Folkhajmeria występowała w środkowej jurze (około 160 milionów lat temu) na obszarze Argentyny.
Szczątki folkhajmerii zostały znalezione w 1979 roku przez argentyńskiego paleontologa José Bonaparte.